# Ituero y Lama
Ituero y Lama ist eine Gemeinde in der spanischen Provinz Segovia. Sie liegt im Süden der Autonomen Region Kastilien und León, an der Nordwestabdachung der Sierra de Guadarrama. Sie hat 448 Einwohner (Stand: 2024). Zur Gemeinde gehören neben dem Hauptort Zarzuela del Monte die Neubaugebiete La Cerca Nueva und Coto de San Isidro. 

## Geographie
Ituero y Lama liegt etwa 26 Kilometer südwestlich vom Stadtzentrum von Segovia in einer Höhe von ca. 1005 m. 
Ituero y Lama befindet sich innerhalb der Zone des kontinentalen mediterranen Klimas.

## Bevölkerungsentwicklung
| Jahr      | 1970 | 1981 | 1991 | 2001 | 2011 | 2021 |
| Einwohner | 107  | 78   | 62   | 77   | 369  | 397  |

## Sehenswürdigkeiten
- Jakobuskirche (Iglesia de Santiago Apóstol)

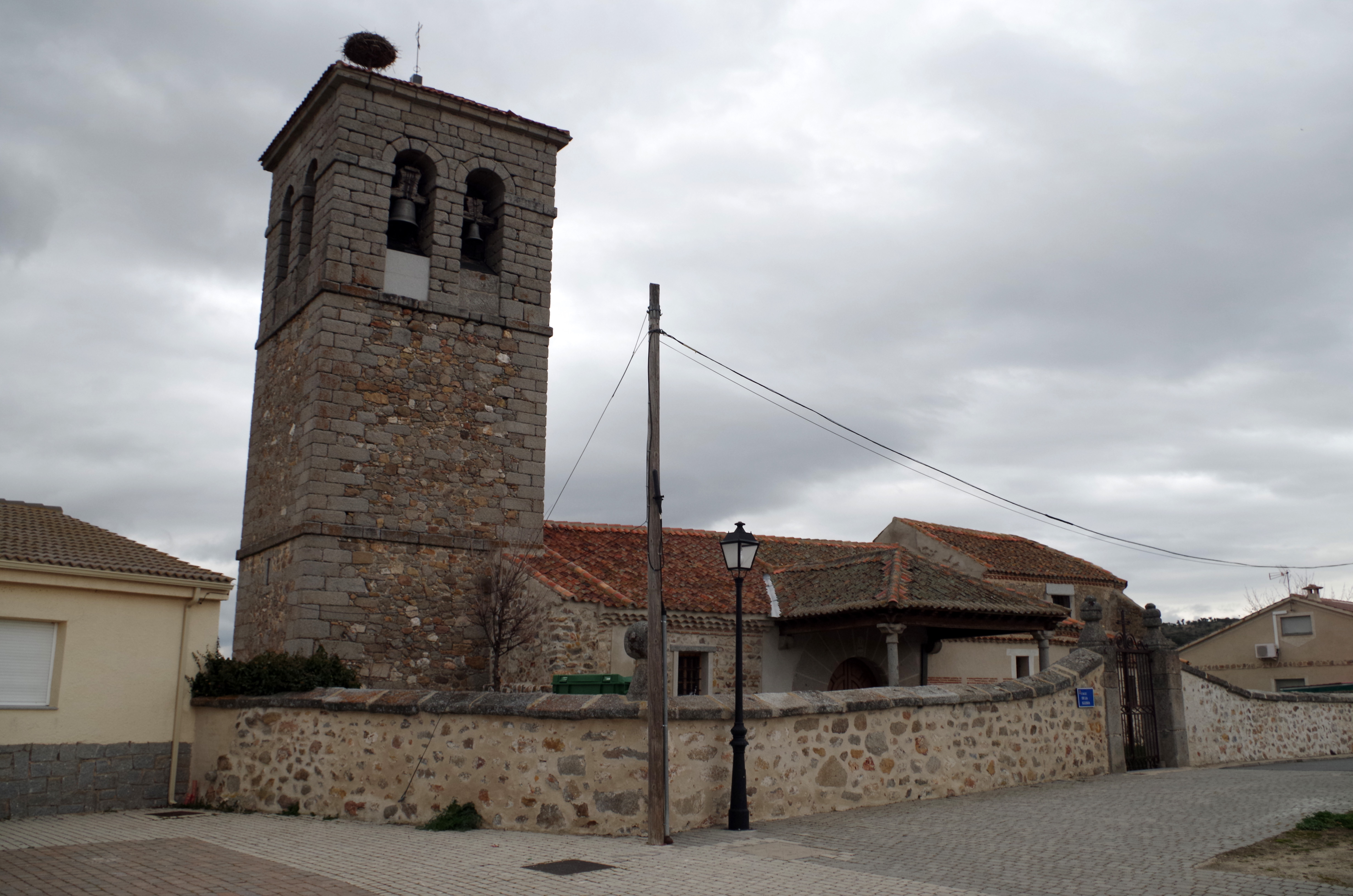
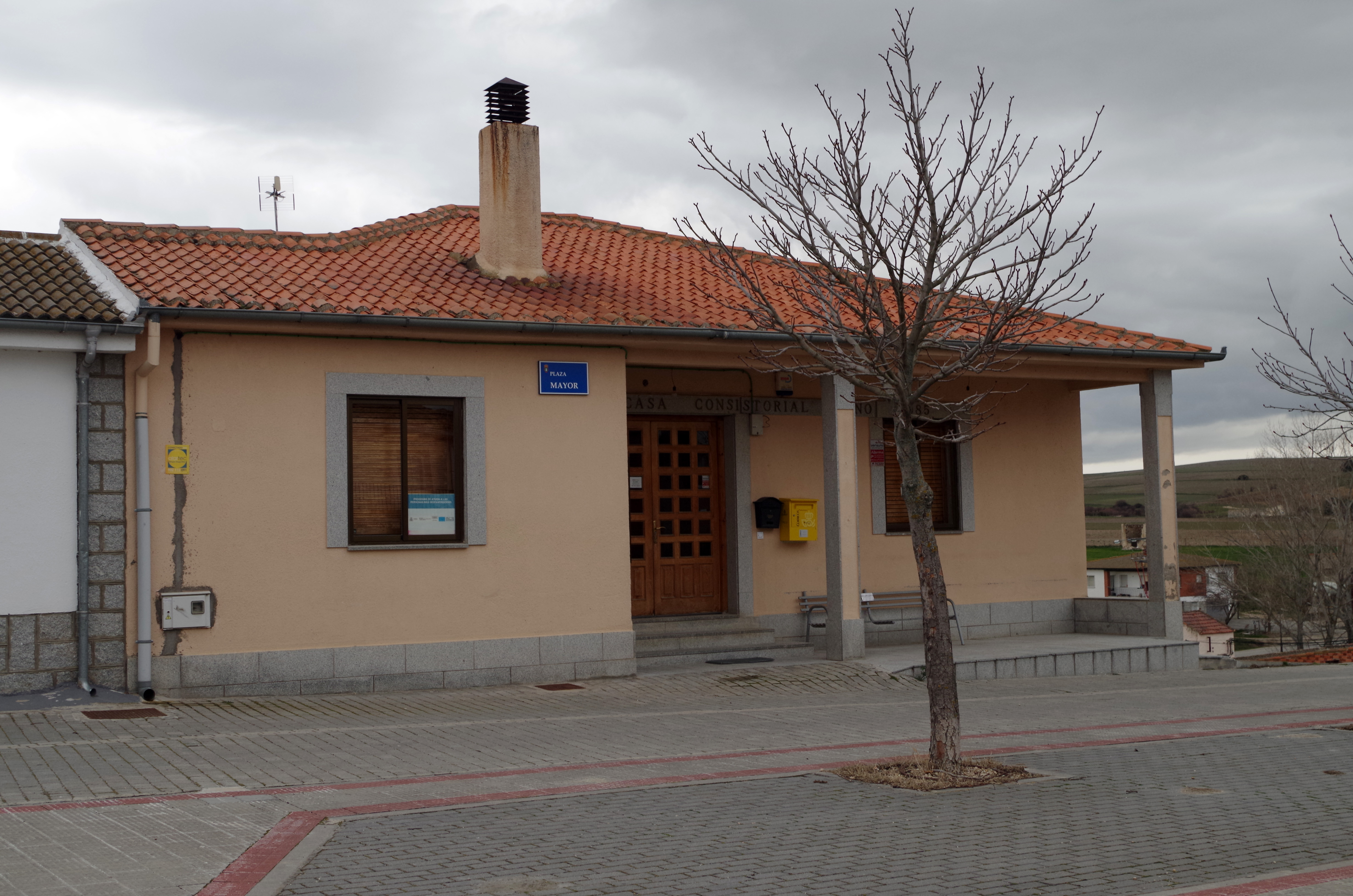
Rathaus